# Crabe porcelaine
Cet article court présente un sujet plus développé dans : Pisidia longicornis, Porcellana et Porcellanidae.
On appelle crabes porcelaine différentes espèces de crabes de la famille des Porcellanidae, appartenant notamment aux genres Porcellana et Pisidia.